# Gerlach I. (Limburg)
Gerlach I. (auch: Gerlach von Isenburg) (* vor 1227; † Januar 1289 im Schwarzwald) war Gründer des Hauses Limburg und seit 1258 Herr der Stadt Limburg an der Lahn und einiger Dörfer in ihrem Umland.

## Leben
Nach dem Tod seines Vaters Heinrich II. von Isenburg noch vor 1227 regierte Gerlach gemeinsam mit seinem Bruder Heinrich III. von Isenburg das väterliche Erbe. Seit 1247 führte Gerlach den Titel des ’’Herrn von Limburg’’. Am 22. Mai 1258 wurde die Erbteilung des Hauses Isenburg endgültig besiegelt: Gerlach erhielt die Herrschaft über Limburg, Heinrich II. die Grafschaft Isenburg in alleinigem Besitz.
Von einer Italienreise brachte Gerlach um 1231 Franziskanerbrüder mit, denen er in Limburg den Bau eines Klosters ermöglichte. Bei dieser Gründung handelte es sich um eines der ältesten Klöster dieses Ordens in Deutschland. Das Kloster wurde auch später noch durch das Haus Limburg gefördert.
Als Herr von Limburg schloss sich Gerlach den Gegnern der Staufer an. Gerlach war vermutlich an einer Plünderung von Worms 1243/44 beteiligt. Nach dem Interregnum unterstützte er König Rudolf von Habsburg. Im Jahr 1276 wurde er vom König beauftragt, die Grafen von Diez in ihrem Reichslehen zu bestätigen.
Im Jahr 1279 kam es in der Stadt Limburg zu einem Aufstand der Bürger, und Gerlach wurde aus der Stadt vertrieben. Erst nach langen Verhandlungen konnte er in seine Burg Limburg über der Stadt zurückkehren, musste der Stadt jedoch weitreichende Freiheiten zugestehen. Diese Freiheiten umfassten das Recht zur Steuererhebung, die innere Gerichtsbarkeit, die Eheschließungen und das Wohnungswesen. Im Streitfall zwischen dem Haus Limburg und der Stadt sollten die Schöffen der Stadt Frankfurt entscheiden. Nach seiner Rückkehr ließ Gerlach die Burg Limburg ausbauen; der von ihm errichtete Wohnturm ist noch heute vorhanden.
Zur Absicherung seiner Stellung suchte er die dynastische Verbindung mit benachbarten Herrscherhäusern, darunter Nassau, Westerburg und Diez. Seine Tochter Agnes heiratete um 1267 Heinrich I. von Westerburg. Etwa im Jahr 1270 kam es zur Hochzeit seiner Tochter Imagina mit dem Grafen und späterem König Adolf von Nassau. Durch Adolf von Nassau wurde Gerlach 1287 zum Burgmann auf der Reichsburg Kalsmunt bei Wetzlar berufen. Am 5. Juni 1288 nahm Gerlach gemeinsam mit Adolf von Nassau und Heinrich von Westerburg an der Schlacht von Worringen teil. Sie unterstützten Heinrichs Bruder, den Kölner Erzbischof Siegfried von Westerburg. Die Niederlage in der Schlacht blieb für Gerlach ohne erhebliche Folgen; sein Schwiegersohn Heinrich von Westerburg bezahlte mit seinem Leben.
Gerlach I. von Limburg starb im Jahr 1289 während seiner Teilnahme an einem Kriegszug König Rudolfs im Schwarzwald. Sein Sohn Johann I. übernahm die Herrschaft in Limburg.

## Ehe und Nachkommen
Gerlach war mit Imagina von Blieskastel († 1281) verheiratet. Sie hatten mindestens fünf Kinder:
- Johann I., Herr von Limburg in Limburg
- Gerlach II. von Greiffenstein, heiratete zwischen 1267 und 1273 eine Tochter des Hauses von Hachenburg
- Heinrich, (*?; † 1279/80); verheiratet mit Adelheid von Diez
- Agnes, (*?; † 1319); heiratete im Juli 1267 Heinrich I. von Westerburg († 1288)
- Imagina, (*?; † 29. September 1318 im Kloster Klarenthal); heiratete Graf Adolf von Nassau, deutsche Königin von 1292 bis 1298